# Paul Rodgers
Paul Rodgers (ur. 17 grudnia 1949 w Middlesbrough) – brytyjski wokalista i autor tekstów związany głównie z gatunkiem białego bluesa.
Uznanie w latach 60. i 70. zyskał jako frontman bluesowej grupy Free, którą następnie porzucił dla współpracy z Bad Company. Znany był wówczas z − nieczęstych w środowisku bluesowym − wysokich umiejętności wokalnych oraz z enigmatycznego wizerunku, na który składał się, zakładany zawsze na występy, czarny strój i skórzane spodnie dzwony. W 2006 roku piosenkarz został sklasyfikowany na 9. miejscu listy 100 najlepszych wokalistów wszech czasów według Hit Parader.
W latach 2004–2009 współpracował z zespołem Queen jako Queen + Paul Rodgers.

## Życiorys
Jako dziecko, wspólnie z przyjacielem Peterem Smithem interesował się głównie muzyką z tematów filmowych jakie słyszał w kinie; później przyszło zainteresowanie muzyką płynącą z odbiornika radiowego.
Kiedy skończył 11 lat dostał od rodziców gitarę akustyczną. W niedługim czasie razem ze swoim kolegą ze szkoły Mickiem Moodym, Colinem Bradleyem oraz Malcolmem Cairnsem założył zespół Pots and Pans Band. Grupa kilkakrotnie zmieniała nazwę (The Premiers, The Titans) i zaczęła występować w barach i klubach. Wykonywali przede wszystkim popularne standardy bluesowo-soulowo-rock'n'rollowe, sami zaś muzykę, którą grali określali jako rhythm and bluesa o silnym zabarwieniu popowym. Przez trzy lata występowali jako The Roadrunners, a Paul pełnił w nim początkowo rolę basisty, sporadycznie śpiewając. Im dłużej jednak zespół występował, tym częściej Paul sięgał po mikrofon. Wkrótce obowiązki gitarzysty basowego przejął Bruce Thomas, natomiast na perkusji zaczął grać Dave Usher. Rodgers ostatecznie został frontmanem grupy.
W roku 1967 (już bez Colina Bradleya) zespół ponownie zmienił nazwę na The Wildflowers i wyjechał do Londynu. W stolicy Wielkiej Brytanii ciężko było im się przebić, a grając 1 koncert tygodniowo zarabiali niewiele, przez co ich życie było bardzo skromne. Na perkusji grał wówczas Andy Borenius, jednak różnice jakie pojawiły się wśród członków zespołu spowodowały rozpad grupy.
Pozostając w Londynie Rodgers chwytał się różnych drobnych prac, jednocześnie uczył się w North London College of Further Education. Niedługo potem zachęcony ogłoszeniem w czasopiśmie muzycznym Melody Maker został wokalistą zespołu Brown Sugar.
Z Paulem Kossoffem znał się już od dłuższego czasu (często bowiem gościł w sklepie muzycznym, w którym pracował Kossoff), jednak na dłużej ich drogi zeszły się wiosną 1968, podczas jednego z koncertów Brown Sugar. Obaj panowie przypadli sobie do gustu i niebawem (wspólnie z Simonem Kirkiem i Andym Fraserem) założyli zespół Free.

## Free, Bad Company i kariera solowa
Rodgers nagrywał i koncertował z Free do roku 1973 (z małą przerwą w roku 1971, w czasie której założył, działający bez większego powodzenia zespół Peace).
Dalsza kariera Rodgersa związana była z grupą Bad Company. Oprócz niego zespół tworzyli: Simon Kirke, gitarzysta (Mott the Hoople) Mick Ralphs oraz Boz Burrell (ex – King Crimson). Sukces komercyjny osiągnęły przede wszystkim początkowe wydawnictwa zespołu: Bad Company (1974), Straight Shooter (1975), Run With The Pack (1976).
Po zawieszeniu działalności Bad Company, Rodgers w roku 1983 wydał (bez większego powodzenia) solowy album Cut Loose. Dwa lata później wspólnie z Jimmym Page’em założył zespół The Firm, z którym nagrał dwa albumy: The Firm (1985) oraz Means Business (1986).
Początek lat 90. to kolejny zespół Rodgersa The Law, utworzony z byłym perkusistą The Small Faces oraz The Who Kenney Jonesem. Ten projekt też nie trwał długo. W 1993 w towarzystwie takich muzyków jak Jeff Beck, David Gilmour, Buddy Guy i wielu innych powrócił do korzeni i nagrał Muddy Water Blues. Album odniósł sukces (utwór tytułowy nominowany był do nagrody Grammy), po czym Paul Rodgers nagrał minialbum live The Hendrix Set (1993). W nagraniach udział wzięli: Neal Schon, Todd Jensen i Dean Castronovo.
Dalsze lata to przede wszystkim współpraca z Geoffem Whitehornem, Jazem Lochriem oraz Jimem Copleyem – współpraca, dzięki której ukazały się trzy albumy: Live (1996), Now (1997) i Electric (2000).
W roku 1999 z okazji dwudziestopięciolecia istnienia Bad Company wytwórnia Elektra Records wydała dwupłytową antologię zespołu The Original Bad Company Anthology. Wkrótce Rodgers reaktywował Bad Company i w roku 2002 nagrał album Marchants of Cool.
Od 2004 do 2009 roku grał wspólnie z muzykami z grupy Queen – Brianem Mayem oraz Rogerem Taylorem, występując jako Queen + Paul Rodgers. Owoce współpracy można usłyszeć na albumie koncertowym Return of the Champions (2005) oraz nagranym na koncertach w Japonii materiale, który ukazał się na DVD – Super Live in Japan (2006). 15 września 2008 roku ukazał się album The Cosmos Rocks. Rodgers wziął udział w „Experience Hendrix Tribute Tour” – tournée poświęconym Jimiemu Hendrixowi.

## Filmografia
- „Message to Love: The Isle of Wight Festival” (1997, film dokumentalny, reżyseria: Murray Lerner)[5]
- „Jimi Hendrix: The Guitar Hero” (2011, film dokumentalny, reżyseria: Jon Brewer)[6]
- „B.B. King: The Life of Riley” (2012, film dokumentalny, reżyseria: Jon Brewer)[7]
- „Bad Company: The Official Authorised 40th Anniversary Documentary” (2014, film dokumentalny, reżyseria: Jon Brewer)[8]